# Carlo Mastrosimone
Carlo Mastrosimone (Napoli, 6 maggio 1903 – Napoli, 17 agosto 1978) è stato un politico italiano, senatore della Repubblica durante la II legislatura.
Eletto il 7 giugno del 1953 in Basilicata.

## Carriera politica
Membro del senato dal 25 giugno del 1953 al 7 novembre del 1956, fu membro della commissione speciale per l'esame del disegno di legge concernente provvedimenti straordinari per l'Abruzzo e fu membro della 11ª commissione permanente (igiene e sanità).